# Església de Santa Ana
L'església de Santa Ana, també coneguda com a església de San Gil y Santa Ana és un temple parroquial de l'Església catòlica en Granada, comunitat autònoma d'Andalusia, Espanya. Forma part del conjunt d'esglésies mudèjars de la ciutat; se situa en la ribera del riu Darro, en una petita placeta annexa a l'espai dominat per la plaça Nueva de Granada, en el començament de la Carrera del Darro i al peu de l'Alhambra, propera a la Real Chancillería i a la font Pilar del Toro.

## Història
S'erigeix l'any 1537, com a seu de la parròquia del mateix nom, segons projecte de Diego de Siloé, l'artista de més renom de l'època a la seva zona, en el solar on anteriorment es trobava la mesquita aljama Almanzora, i consta bàsicament d'una sola nau a la qual se li adossen capelles laterals, capella major i sagristia. La torre, construïda entre 1561 i 1563 per Juan Castellar, és, igual que la resta del temple, de maó, molt esvelta, amb quatre trams de buits centrats en la seva cara principal, organitzats de menor a major en el seu ordre d'altura, tots amb subtils elements decoratius a manera d'arrabà que els emmarquen superiorment.
L'església presenta cinc capelles a cada costat de la nau cobertes amb sostres de treginat mudèjar i una capella major coberta per encavallada de llaç. Té interiorment elements artístics d'incalculable valor, amb grups escultòrics molt interessants en les capelles, entre les imatges de les quals sobresurt una Dolorosa de José de Mora realitzada l'any 1671 o un Calvari de Diego de Aranda. També són notables les pintures que es conserven en els seus murs, obra dels segles xvi i xvii. En la sagristia es conserva un calze, obra de Francisco Téllez de 1568 i un Crucifixat expirant associat al quefer artístic de Juan de Mena.
Un altre dels grans valors arquitectònics d'aquesta església està en la seva portada principal a la plaça, traçada per Sebastián de Alcántara l'any 1542 i acabada més tard pel seu fill Juan de Alcántara en 1547, sent a càrrec de les imatges l'escultor Diego de Aranda.
Emplaçada en el seu centre després d'una àmplia graderia i realitzada en estil renaixentista, aquesta portada està formada per un alt arc de mig punt flanquejat entre columnes d'ordre corinti de fust estriat i sobre basament, que suporten una cornisa sobre les quals se situen tres fornícules amb imatges, i sobre elles un medalló o tondo amb la imatge de la Verge i el Nen, figurant en els carcanyols de l'arc i sota la forta cornisa els escuts de l'arquebisbe Fernando Niño de Guevara.
Com a dades anecdòtiques dins de la història d'aquesta església cal dir que en ella va contreure matrimoni Mariana Pineda (segle xix), la popular heroïna executada sota el regnat de Ferran VII.
A l'església es conserven les restes de:

- l'historiador granadí Francisco Bermúdez de Pedraza (segle xvi), autor de la Història eclesiàstica de Granada, 

- l'escultor i pintor local José Risueño (1665-1732), successor de la línia artística d'Alonso Cano 

- el poeta i humanista del Renaixement Juan Latino.
Aquesta església de Santa Ana de Granada, on conviuen el mudèjar i el renaixement, és considerada Bé d'Interès Cultural, i la seva qualificació com a monument va ser publicada per La Gaceta de Madrid l'any 1931. En 1842 va ser suprimida la parròquia de santa Ana i la seva feligresia incorporada a la parròquia de Sant Gil. Quan aquesta es va derrocar en 1869 l'església de santa Ana va passar a ser seu de la parròquia de Sant Gil. Des de 1948 la parròquia es denomina de San Gil i Santa Ana per rescripte de la Santa Seu de data 9 d'abril del mateix any.
Com a curiositat, en la façana nord (enfront del voltam del riu Darro), es conserva encara una creu puntada típica de l'orde dels Trinitaris Calçats.